# 1642년
1642년은 수요일로 시작하는 평년이다.

## 연호
- 명(明) 숭정(崇禎) 15년
- 청(淸) 숭덕(崇德) 7년
- 일본(日本) 간에이(寛永) 19년
- 후 레 왕조(後黎朝) 즈엉호아(陽和) 8년
- 막 왕조(莫朝) 투언득(順德) 5년

## 기년
- 류큐(琉球) 쇼켄왕(尚賢王) 2년
- 명(明) 의종 숭정제(毅宗 崇禎帝) 15년
- 청(淸) 태종 숭덕제(太宗 崇德帝) 16년
- 조선(朝鮮) 인조(仁祖) 20년
- 후 레 왕조(後黎朝) 신종(神宗) 24년

## 사건
- 8월 12일 - 영국서 청교도 혁명 발발

## 탄생
- 4월 15일 - 오스만 제국의 술탄 쉴레이만 2세. (~1691년)
- 6월 3일 - 조선의 제18대 국왕 현종의 정비 명성왕후. (~1683년)
- 12월 25일 - 영국의 과학자 아이작 뉴턴. (~1727년)

## 사망
- 1월 8일 - 이탈리아의 천문학자 갈릴레오 갈릴레이. (1564년~)